# Hyalocrea
Hyalocrea — рід грибів. Назва вперше опублікована 1917 року.